# L'Organisation des hommes en noir
 (mai 2014).
Si vous disposez d'ouvrages ou d'articles de référence ou si vous connaissez des sites web de qualité traitant du thème abordé ici, merci de compléter l'article en donnant les références utiles à sa vérifiabilité et en les liant à la section « Notes et références ».
L'Organisation des hommes en noir (黒の組織, Kuro no soshiki) est la principale antagoniste du manga Détective Conan. C'est une organisation secrète dont le vrai nom est inconnu et qui effectue de nombreuses activités criminelles - chantages, espionnage, vols et assassinats - pour des buts incertains. Les agents qui y sont ont un nom de code basé sur un spiritueux. Gin et Vodka furent les premiers membres à apparaître. Ils assommèrent Shinichi Kudo, et lui fit prendre de l'Apotoxine 4869, une drogue élaborée par l'Organisation afin de provoquer la mort des victimes sans laisser de trace. Mais la drogue, au lieu de le tuer, le rajeunit : Shinichi devint ainsi un enfant de 7 ans, préservant parfaitement son intelligence d'origine.
D'après Ai Haibara, les deux uniques moyens de quitter le groupe sont : soit mourir, soit les trahir ; mais même après avoir choisi la trahison, les membres de l'Organisation traquent à tout prix les traîtres et de les faire payer.

## Membres actuels
- Renya Karasuma, surnommé « le Boss », appelé aussi « Cette personne », est le dirigeant de l'Organisation. Il ne communique avec ses subordonnés que par SMS.

### Hauts gradés
- Rhum, alias Kanenori Wakita, est le bras droit du Boss. Il est plus dangereux que Gin. « La description de son apparence physique ne concorde pas avec les autres membres de l'Organisation. Soit c'est un grand baraqué ou un homme plutôt efféminé soit un vieillard. », dit Haibara.

- Gin est un cadre supérieur de l'Organisation. Il est doté d'une grande intelligence mais de nature froide et cruelle. Il se montre de façon impitoyable envers les traîtres, les incompétents et envers ceux qui le dérangent. Son véhicule favori est la Porsche 356A.

- Vodka est assistant de Gin portant en permanence des lunettes de soleil et un chapeau noir.

- Vermouth (Sharon/Chris Vineyard) est membre exécutif et actrice américaine. Elle est particulièrement connue pour son talent à user de déguisements, à se grimer et à prendre des identités multiples à des fins d'espionnage. Elle connaît la véritable identité de Conan et de Haibara, mais les garde en secret parce que Conan et Ran lui ont sauvé la vie à New York. Dès lors, Sharon considère Ran comme son « trésor le plus précieux ». Tantôt elle est fidèle vis-à-vis de l’Organisation, tantôt elle est infidèle. Bien qu’elle soit abhorrée de Chianti et Korn, elle reste néanmoins protégée de Renya Karasuma.

### Tireurs
- Chianti est une tireuse d'élite professionnelle qui obéit aux ordres de Gin.

- Korn est un tireur d'élite professionnel qui obéit aux ordres de Gin.

Tous les deux vouent une haine mortelle à Vermouth. 

### Taupes
- Bourbon, de son vrai nom Rei Furuya, est un agent de pénétration au sein de l'Organisation. Il agit pour le compte de la sécurité intérieure. Il est doté d'un grand esprit de déduction et il collecte des informations de façon efficace. Il agit souvent seul en secret pour des missions.

- Kir, de son vrai nom Hidemi Hondo, est un agent de pénétration au sein de l'Organisation. Elle agit pour le compte du CIA.

## Membres exécutés/suicidés

### Scientifiques
- Atsushi Miyano est scientifique. C'est le Père d'Akemi et de Shiho et l'époux d'Elena Miyano. Il meurt tragiquement.

- Elena Miyano a travaillé au côté de son mari. Elle a laissé des cassettes à sa fille, Shiho. (Voir les épisodes 340-341 de la saison 8). Elle meurt tragiquement.

Leur mort a été annoncée par Pisco par-devers Sherry (Voir Saison 5 - épisode 178).

### Autres membres
- Tequila est un agent ayant un rang similaire à celui de Vodka. Il est tué par une bombe destinée à une autre personne.

- Akemi Miyano, connue sous le nom de code "Masami Hirota", est la grande sœur de Shiho. Après avoir été touchée par plusieurs balles de Gin, elle révèle à Conan qu'elle était un membre de l'organisation avant de rendre son dernier souffle.

- Pisco, 71 ans, est un agent exécutif de l'organisation et président d'une compagnie d'automobile. Il est tué par Gin alors qu’il était sur le point de lui révéler qu'Ai Haibara n’était autre que Sherry.

- Calvados est un tireur manipulé par Vermouth. Il n’a pas pu réaliser sa mission et se suicide.

- Rikumichi Kusuda est un agent de l'organisation. Il est envoyé à l’hôpital d'Haido afin de découvrir la cachette de Kir. Il se fait passer pour un malade, mais il est vite démasqué par Conan et le FBI, et il menace alors de faire exploser la ceinture de C4 si l’on ne le laisse pas partir. Il parvient alors à fuir en voiture mais se rend compte qu'il est traqué. Il se suicide.

### Autres membres exécutés (hors série)
- Yoshiaki Hara est un programmeur engagé par Gin probablement pour pirater les ordinateurs des tours Tokiwa et lui fournir des informations confidentielles. En faisant ainsi, cela a laissé des traces informatiques. Il est tué par Gin à bout portant. L’Organisation a fait exploser la salle d'information des tours Tokiwa pour qu’il n’y ait aucune trace de leur passage (Voir Détective Conan : Décompte aux cieux).

- Irish est un agent d’infiltration envoyé dans la police métropolitaine de Tokyo en se faisant passer pour le chef de la première division afin de récupérer une carte mémoire contenant des informations sensibles sur l’Organisation. Irish a réussi à découvrir que Conan et Shinichi sont en réalité la même personne, laquelle découvre à son tour qu’il était un agent de l'Organisation. Il blesse ce dernier en le battant, Ran arrive à la tour de Tokyo. Irish lui tire dessus, elle l’esquive, elle le désarme et le met à terre. Plus tard, Irish est tué par Chianti sur ordre de Gin (Voir Détective Conan - Le Chasseur noir de jais).

- Curaçao est membre de l'organisation. C'est un bras droit de Rhum. Elle est sélectionnée pour ses compétences d'agilité. Après avoir dérobé des informations concernant des taupes, elle est poursuivie en voiture par des policiers mais elle perd la mémoire lors d'un crash de voiture. Connaissant l'identité d'Ai Haibara, Elle se sacrifie pour sauver les enfants, ceux qui lui ont appris à connaître l'amitié et l'amour (Voir Détective Conan : Le Pire Cauchemar).

- Pinga est membre de l'organisation. Il est ingénieur français en informatique qui remplace Curaçao. Il est d'une nature orgueilleuse avec un désir extrême de prendre la place de Gin, son adversaire. C'est aussi un double agent déguisé en une fille sous le nom de Grace. Connaissant l'identité de Conan, il est tué lors de l'explosion d'un sous-marin (Voir Détective Conan : Le Sous-marin noir).

### Taupes (rôles mineurs)
- Scotch, de son vrai nom Hiromitsu Morofushi, est un espion de la police secrète japonaise. Il se suicide et détruit son portable, car l'organisation a découvert son rôle.

- Ethan Hondo est un agent de la CIA et père d’Eisuke et de Hidemi. Il se suicide lorsqu'il est sur le point d'être démasqué.

- Stout est un espion de la MI6. Son rôle a été démasqué par Curaçao et a été tué par Korn sur ordre de Gin (Voir Détective Conan : Le Pire Cauchemar).

- Aquavit est espion de la SCRS, figure sur la liste des agents infiltrés des CNO du Bureau de la sécurité publique. Son rôle a été démasqué par Curaçao et a été tué par Chianti sur ordre de Gin (Voir Détective Conan : Le Pire Cauchemar).

- Riesling, de son vrai nom Leona Buchholz, est une espionne de la BND. Son rôle a été démasqué par Curaçao et elle a été exécutée par Gin (Voir Détective Conan : Le Pire Cauchemar).

- Barney, allié d'Ethan dans l'Organisation, se suicide après la mort de ce dernier pour ne pas être capturé par Gin.

### Anciens membres vivants
- Sherry ou Shiho est biochimiste haut placée ayant participé à la conception de l'APTX 4869. Elle suspendit ce projet lorsque sa sœur eût été tuée par l’Organisation. Arrêtée et enfermée dans une salle de laboratoire, sachant qu’elle allait sans doute être tuée, elle prit un cachet de l'APTX 4869 pour mettre fin à ses jours mais le poison la rétrécit. Elle s'enfuit de cette prison sordide. Connue désormais sous l'identité d'Ai Haibara et vivant chez le professeur Agasa, elle démasqua Conan qui était Shinichi mais ne le divulgua à personne. Bien qu'elle s'échappât du laboratoire, Elle garde malheureusement de profondes séquelles psychologiques ; en effet, rien qu'en entendant une voix similaire aux gens de l'Organisation ou croisant des gens aux apparences de ladite Organisation, ou encore quelqu'un faisant mention d'un nom du groupe, la peur et la terreur l'enveloppent complètement.

- Rye, de son vrai nom Shuichi Akai, est agent du FBI et tireur d’élite. C'est un détective. Il s'enfuit lorsque son plan (pour capturer Gin) est découvert. Il est activement recherché par Bourbon et Gin ainsi que le dirigeant de l’Organisation. Il fait équipe avec Conan pour la déjouer.

- Ki'ichiro Numabuchi est un ancien membre de l’Organisation. Il a été choisi pour ses qualités physiques, ses prouesses et sa réactivité. L'organisation veut faire de lui un tueur, et cobaye du test concernant l'APTX 4869, mais il s’est enfui et condamné à vivre dans la peur permanente d’être un jour retrouvé par l’Organisation. Dans la panique, il a confondu des poursuivants avec des gens de l’Organisation, il les a tués. À la suite du double meurtre commis près d’Osaka, la police pense que c’est Ki'ichiro Numabuchi qui en est auteur. Il est arrêté avant d’être innocenté mais est toujours poursuivi pour d’autres crimes (Voir l’épisode 118 de la saison 3 ; les épisodes 289 - 290 de la saison 7).

## Implications dans la série

### Le Plus Grand Détective du siècle (Saison 1 - épisode 1)
Deux meurtres surviennent et sont résolus par le détective lycéen Shinichi Kudo. Après la résolution de l'enquête, il est troublé par deux hommes habillés en noir, il les suit en laissant Ran seule. Malheureusement pour lui, il est tellement occupé à regarder la transaction illégale entre Vodka et un chef d'entreprise, qu'il n'a pas vu son complice Gin, lequel l'assomme et lui administre de l’APTX 4869, un poison expérimental fabriqué par l'Organisation des hommes en noire. Ce poison, qui aurait dû le tuer, le fait rajeunir à la taille d'un enfant de primaire. 
Connu sous l’identité de Conan Edogawa, il est accueilli chez Ran. 

### La mystérieuse organisation (Saison 2 - épisode 54)
Tequila est envoyé par l'Organisation à l'entreprise Mantendu, société de jeux vidéo. Conan qui y est présent entend la conversation entre Téquila et Vodka. Cependant, Téquila est tué par une mallette piégée. Mallette piégée destinée à Niakajima, un programmeur de jeux vidéo. Ce dernier révèle à Kogoro qu'il l'a rencontré dans le bar "Le cocktail", situé au dernier étage de la tour Daikoku dans la banlieue de Beika. Conan s’y rend immédiatement mais n’y parvient pas à temps, car l'Organisation le détruit avec un puissant explosif pour ne pas laisser de preuve.

### Le dixième braquage des hommes en noir (Saison 3 - épisode 128)
L'Organisation met en place un plan pour tuer Akemi. Donc, elle lui propose un marché : si Akemi arrive à braquer une banque et à voler un milliard de yens, elle et sa sœur Shiho pourront quitter définitivement l'Organisation. Ainsi pense-elle qu'Akemi échouerait dans sa mission et que cela offrirait une raison valable pour la réduire au silence et maintenir la loyauté de Shiho. Akemi prend comme pseudonyme l'identité de son professeur Masami Hirota dont on le retrouve mort dans l'épisode suivant, et engage deux partenaires pour le braquage. Tard dans la nuit, ses acolytes ont été éliminés par Gin et Vodka. Elle rejoint ces deux derniers et demande de libérer sa sœur mais Gin l’informe qu'il n’en est pas question, car elle a une place importante déterminante au sein de l'Organisation. Il la blesse mortellement. 
Conan arrive trop tard et assiste impuissant à l'agonie d'Akemi qui lui dit que c’est l'Organisation qui est derrière cette affaire, et qu'elle a caché l'oseille dans un coffre-fort trouvant à la sortie Est de la station métro de Beika.
La police retrouve l'oseille volée et conclut qu'Akemi s'est suicidée par désespoir.

### La femme de l’Organisation des hommes en noir (Saison 4 - épisode 129)
Une nouvelle élève du nom d’Ai Haibara arrive dans la classe de Conan. Elle réside dans la même rue où se situe la maison de Shinichi. Elle lui révèle son nom de code qui est Sherry, elle est biochimiste et a participé à la conception de l'APTX 4869. Elle ne savait pas au début les effets secondaires qui seraient une réduction des cellules toutes les parties du corps humain (les os, les muscles, les organes internes) absolument tout serait réduit à la taille d’un enfant, tout, excepté un organe, le cerveau. C’est pour cela qu'on l'appelle le poison mythique.
Après la résolution de l'affaire criminelle du professeur Hirota, Ai reproche à Conan sa grande intelligence et sa perspicacité innées qui auraient dû sauver sa sœur, Akemi Miyano, laquelle a utilisé l'identité dudit professeur.
Ai et Conan essaient d'obtenir des formules biochimiques en insérant la disquette récupérée chez le professeur Hirota, contenant la composition de l'APTX 4869 dans l'ordinateur d'Akasa. Mais les données du poison s'effacent rapidement. Ai finit par comprendre que le virus « Baron Noir » s'active quand un ordinateur n'appartenant pas à l'Organisation tente de lire les données sur la disquette.

### Les Hommes en noir (Saison 5 - épisodes 176-178)
Conan et Ai haibara apprennent que l'Organisation prévoit de tuer un avocat du nom de Shigehiko Nomiguchi, qui est impliqué dans un scandale. La tâche de Pisco est d’attenter à sa vie à l'hôtel Haido-City. Conan et Ai tentent de l'en empêcher mais trop tard, Pisco a réussi sa mission. Conan découvre sa véritable identité et comprend qu’il a bénéficié d'une aide extérieure. 
Ai est capturée par Pisco et est emmenée dans un entrepôt. À son réveil, elle enregistre une partie des données de l'APTX 4869 sur une disquette. Elle prend du Baïkal qui lui rend temporairement son corps d'adulte. À peine s'est-elle échappée de la cheminée que Gin tire sur elle à maintes reprises avant que Conan n'arrive de justesse et lui sauve la vie.
Gin élimine Pisco conformément à la volonté du Boss, car son méfait a été révélé.
Vermouth fait son apparition.
Consciente de sa situation en péril, Ai décide de quitter la ville où elle réside. De plus, la disquette est détruite dans l'incendie de l'entrepôt.

### Retour dangereux… le Retour de Shinichi (Saison 5 épisode 192)
Le Dr Araide va quitter l'équipe de sport du lycée pour rejoindre la troupe de théâtre dont Ran fait partie. Par la suite, Conan prend de l'apotoxine 4869. Étant redevenu Shinichi, il remplace le Docteur Araide pour le rôle du chevalier noir, résolvant donc une affaire criminelle.
Information supplémentaire : Vermouth se déguise en Dr Araide et voit que Shinichi est toujours en vie alors qu'il est censé être tué par l'Organisation. (Voir l’épisode 425 de la saison 11).

### Le mystérieux passager (Saison 6, épisodes 230-231)
La scène commence dans un bar chic où se trouvent Gin et Vodka. Gin fixe sans cesse son regard sur une chanteuse. Elle s'avère être Vermouth. Gin l'interroge si elle a trouvé Celle-là (Haibara). Elle préfère garder secret. 
Le jour suivant, Conan, Haibara, le Dr Araide, Jodie et Shuichi Akai (sa première apparition) embarquent dans un bus qui est malheureusement détourné par des criminels. Ceux-ci menacent de le faire exploser. Haibara sent la présence d'un membre de l'Organisation dans le bus. Alors que l'un des preneurs d'otages menace de tuer Conan, le Dr Araide lui sauve la vie. Une fois la prise d'otage terminée, Shuichi Akai parle au téléphone et constate que la cible (Vermouth) ne s'est pas montrée.
Information supplémentaire : Vermouth se déguise en Dr Araide pour protéger Conan (voir l'épisode 345 de la saison 9).

### Shinichi Kudo à New York (Saison 7 - épisodes 286-288)
Ran se rappelle une affaire pour laquelle elle s’est impliquée à New York. C’était avant le commencement de l'aventure du détective Conan. 
Shinichi, sa mère et Ran, à cette époque, étaient à New York pour voir une pièce de théâtre. Ils firent des connaissances dont Sharon Vineyard.
Shinichi Kudo résolut une affaire criminelle. Par la suite, Lui et Ran entendirent dire qu’un tueur en série aux cheveux longs rôdait autour de la ville.
Ils furent confrontés avec lui ; il s’apprêta à tuer Ran avec son arme mais la rambarde des escaliers se brisa et il tomba. Il aurait été mort si Ran ne fut pas intervenue pour le sauver. Shinichi le conseilla de baisser son arme puisqu'il n'était pas approprié de rendre le mal pour le bien. Le tueur a été tué par quelqu’un d’autre.
Information supplémentaire : Vermouth s’est déguisée en tueuse en série. Vermouth est Sharon Vineyard. Akai la blesse grièvement (voir l'épisode 345 de la saison 9).

### Contact avec l'organisation des hommes en noir (Saison 8 - épisodes 309 - 311)
Suguru Itakura est ingénieur en informatique spécialisé dans la programmation. Il travaille pour l’Organisation. Mais il décide un jour de laisser son programme inachevé pour le bien de l'humanité. Tout ce qu'il a fait est détaillé dans son journal intime. Conan et Agasa le découvrent en se connectant sur un ordinateur via son disque dur. 
Voulant en savoir plus sur le contenu du disque dur, Lui et Agasa se rendent au cottage d’Itakura. Arrivés sur place, ils connectent sur son ordinateur, mais le contenu est protégé par un mot de passe avec un compte à rebours de dix secondes. Bien que Conan n’obtienne pas ce qu’il souhaite, il a tout de même pris un rendez-vous avec Vodka en imitant la voix d’Itakura. Gin qui s’aperçoit de cette supercherie, arrive à temps et dissuade Vodka de prendre le programme à mains nues et lui fait comprendre qu’Itakura ne peut pas parcourir autant de distances s’il a un problème de cœur. 
Étant Persuadés qu'il est encore dans la même salle, les deux s’arment d’un révolver pour l'éliminer. Se sentant piégé, le cœur Conan se met à battre la chamade, il se cache dans un casier et manque d’être découvert par Gin. Après avoir raisonné, celui-ci comprend qu'un adulte ne peut s'y cacher. Les deux partent avec le programme et un chèque, tandis que Conan est en proie à un stress intense et s’évanouit avant d’être libéré par Ai.
La fin du film termine avec cette triste nouvelle : Itakura meurt dans un hôtel. Tandis qu'Ai tremble de peur en croisant Akai, pensant qu’il fait partie de l’Organisation.

### Confrontation avec l'organisation des hommes en noir (Saison 9 - épisode 345)
Conan et Kogoro reçoivent l'invitation de la part de Vermouth pour une croisière pour Halloween. Haibara empêche Conan de s'y rendre mais il ne l'écoute pas et l'endort. Il a également deviné que Vermouth connaissait son identité (Shinichi Kudo). Conan sait aussi qu'elle écoute discrètement sa conversation depuis son bureau. Sur ce, il s'y rend avant d'être surpris par une étrange silhouette... qui n'est autre que sa mère.
Vodka et Gin se décident aussi à participer à la fête de Halloween. Celui-ci commence à douter de la fidélité de Vermouth, et que si son doute est fondé, elle doit être éliminée sur le champ même si c'est la protégée de Cette Personne.
Kogoro est sur une croisière où un crime se produit. Vodka, déguisé en zombie avec un bandeau gris sur son œil droit, est sidéré de voir que Shinichi est toujours en vie, lequel d'ailleurs résout l’affaire criminelle. Le meurtrier passe aux aveux, il accuse de surcroît que Vermouth qui est véritable instigatrice de l'affaire. Après la résolution de l’affaire, Shinichi dévoile son identité : il est Heiji Hattori.
La mère de Shinichi, déguisée en méduse, se rappelle le propos de son fils concernant Vermouth : elle est en vérité Christ Vineyard et également Sharon Vineyard. Elle prend ces deux identités dans le but de tuer Sherry.
Jordie est allée chercher Haibara chez Akasa. Bien que méfiante, celle-ci accepte de monter dans sa voiture. Le Dr Araide les poursuit. Arrivés dans un port, Jodie et le docteur entrent en conversation. Conversation mentionnée sur quelques faits du passé : 
Vermouth a exécuté le père de Jodie parce qu'il était du FBI, ensuite elle fait périr sa mère. 
Vermouth a tenté d'assassiner le Dr Araide.
Vermouth se déguise en Dr Araide pour protéger Conan (Voir les épisodes 230-231 de la saison 6).
Au terme de la conversation, le métier de Jodie Starling a été révélé par Vermouth : elle est agent de FBI. Jodie cherche à comprendre pourquoi elle a visé Haibara, et a protégé Conan lors d'un détournement de bus.
Interloquée face aux questions de Jodie, elle sort un révolver avant d’être désarmée par Jodie qui, à son tour, est victime du tir de la part de Calvados, l'un des tireurs de l'Organisation. Vermouth pointe son pistolet sur Jodie et s'apprête à lui tirer dessus mais Haibara la sauve in extremis. Cette Haibara, c'est Conan.
La vraie Haibara apparaît sous le regard médusé de Conan qui lui dit de quitter le lieu. Pendant que ce dernier a les yeux fixés sur elle, Vermouth l'anesthésie, dirige son arme à feu sur Haibara (elle l'appelle Sherry). Ran sort du coffre de Jodie et court pour la sauver en la plaquant au sol. Calvados aurait continué de tirer sur Ran si Vermouth ne lui avait pas dit d’arrêter. Elle tire à plusieurs reprises sans la blesser, car elle lui a sauvé la vie à New York lorsqu’elle avait pris l'apparence d’une tueuse en série (Voir les épisodes 286-288 de la saison 7). 
Akai arrive et lui tire dessus. Calvados se suicide. Blessée, Vermouth monte dans la voiture de Jodie et prend Conan en otage. Arrivée dans une forêt, elle reçoit le message du Boss pour lui dire de revenir en hâte. Elle est écoutée à cause des appareils sur Conan, alors elle le fait dormir à l’aide d’un gaz.
Elle contacte Gin pour qu'il vienne la chercher et le met en garde contre Akai, car il pourrait être la balle d'argent (Silver Bullet) que Cette Personne cherche. Gin la rassure et lui demande si elle connaît Shinichi Kudo. Après quelques secondes de silence, elle lui répond par un non avant de remémorer son passé où Shinichi l'a sauvée (Voir les épisodes 286-288 de la saison 7).

### À la recherche du numéro du dirigeant de l'organisation des hommes en noir (Saison 10 - épisodes 385 - 387)
Après l’épisode 345, Conan se souvient du numéro qu'a composé Vermouth lorsqu’il était encore inconscient dans sa voiture. De plus, il est persuadé qu’il ne s’agit pas d’un simple numéro, mais le numéro du Boss, que Conan a entendu Vermouth chuchoter. Il finit par trouver le numéro “0858” grâce aux épisodes précédents.
Pour lui, il est certain que ledit numéro appartient au Boss, le dirigeant de l’Organisation. Ran ne connaît pas le numéro.
Mouri a un rendez-vous avec son client, issu d’une famille de musiciens. Après la résolution de l’affaire du meurtre en série de ladite famille, sur la demande de Conan concernant le numéro “0858”, le coupable siffle pour produire le son de la musique duquel Ran l’a reconnu tout de suite. Il s’agit de “Les Sept Petits”. La musique pétrifie Conan, car il la connaît.
Le film se termine par un suspense. 

### Black Impact! Quand le bras de l’Organisation vous atteint (Saison 11 - épisode 425)
Grâce au bref résumé du rajeunissement de Conan jusqu’à l’épisode 387, on apprend que Vermouth s’est déguisée en Dr Araide afin de trouver Shinichi et Sherry. En ce sens, elle a réussi sa mission (Voir d’abord les épisodes 190-193 de la saison 5). Quant à la mélodie “Les Sept Petits”, le suspense demeure entier.  
Mouri accepte volontiers de résoudre l’affaire de Rena Mizunashi, une journaliste. Elle était victime d’un harcèlement. Pour comprendre qui est derrière cette affaire, Conan prend un émetteur enveloppé dans du chewing-gum afin de détecter son harceleur. 
Cette affaire révèle qu’un enfant veut absolument prendre soin d’elle à cause de sa feue mère, laquelle lui ressemblait beaucoup.
Après l’enquête, Conan oublie l'émetteur chez elle et veut aller le récupérer. Très vite, il reconnaît le numéro qu’a composé Rena. Il s’agit de “Les Sept Petits”. L’émetteur est collé en bas de ses chaussures lorsqu’elle avait quitté sa maison. 
En vérité, Rena Mizunashi est Kir, membre de l’Organisation. Kir reçoit la mission de Gin : elle doit interviewer un certain DJ et de le ramener dans le parc d’Haido afin que l’Organisation l’exécute. 
Après la déduction concernant DJ, Conan découvre qu’il s’agit de Domon Yasuteru, un dirigeant dans l’armée d’autodéfense. L’Organisation le cible, car son sens et devoir de justice fort autoritaires courrouchent carrément des criminels.   
Grâce à l’intervention de Conan et de Jodie (elle pensait que Rena était Vermouth déguisée), Domon Yasuteru est sauvé.
Kir est gravement blessée.
L’Organisation prévoit un deuxième plan pour l’assassiner, mais un des tireurs entend des interférences, Gin fouille dans la veste de Kir et trouve l’émetteur. Alors, il change de plan. Il cible Kogoro parce que c’est le seul qui a été en contact avec elle.
Kogoro a été sauvé in extremis par Conan et Shuichi Akai. Gin et ses complices sont obligés de fuir.

#### Autres références
- Cet article est partiellement ou en totalité issu du site « Black Organization » de http://www.detectiveconanworld.com, le texte ayant été placé par l’auteur ou le responsable de publication sous la licence Creative Commons paternité partage à l'identique ou une licence compatible. (voir la liste des auteurs)